# ミッククリエーション
株式会社ミッククリエーション（英: Mic Creation Co.,Ltd.、略称：スタジオミック）は、かつて存在した主にテレビ番組、映画、CMに関わるポストプロダクションである。
東京都の新橋・新宿にMAスタジオ、映像編集室（リニア編集、ノンリニア編集対応）を持ち、MA、VTR編集、エンコード、デジタイズの業務、テレビ、映画におけるポストプロダクション業務、音楽制作、選曲、音響効果、映像制作を行っている。リニア編集、ノンリニア編集共にHD/SD対応。
関連会社にテレビ番組制作会社の株式会社メディアタウンミックがある。

## 沿革
- 平成2年4月26日：スタジオミックとしてポスプロ業務に新規参入
- 平成2年10月：ビデオ編集2室およびMA1室にてスタート
- 平成4年12月1日：番組制作部門を新設
- 平成7年3月1日：番組制作部、事業拡張に伴い、株式会社メディアタウンミックに社名変更し、新たにミッククリエーションを設立、ポスプロ業務を新設会社に移行
- 平成10年10月：第3デジタル編集室稼働
- 平成15年1月：第4デジタル編集室稼働
- 平成16年11月：新宿に編集室を増設
- 平成16年12月：新橋に新MA室をオープン
- 平成19年1月：新橋MA2オープン
- 平成21年12月：新橋にファイナルカット編集室を増設

## 会社概要
- 代表取締役：村野生世士
- 設立年月日：平成7年（1995年）3月1日
- 所在地
  - 本社/新橋スタジオ 〒105-0004 東京都港区新橋5-15-5 交通ビル6F

## スタジオ概要
新橋スタジオ MAルーム1
- コンソール … DM-2000（YAMAHA）
- DAW … Protools HD-2 Ver.7 MOJO
- MTR … DA-98
- アナブース … 1名
- マイク … ノイマン U-87A

新橋スタジオ MAルーム2
- コンソール … DM-2000（YAMAHA）
- DAW … Protools HD-2 Ver.7 MOJO
- MTR … DA-98
- アナブース … 2~3名可能
- マイク … ノイマン U-87A

新橋スタジオ リニア編集室（ED-B）
- スイッチャー … MVS-8000（HD/SD）
- 編集機 … BVE-9100
- DVE … MVE-9000/4ch
- 音声卓 … DMEX-E3000
- VTR … HDW-M2000×3
- キャラジェネ … DEKO-1000、ST-330

新橋スタジオ ノンリニア編集室
- 編集マシン … Apple MAC PRO Quad-Core 2.93GHz
- 編集ソフト … Final Cut Pro 7.0
- キャプチャーボード … AJA KONA LHe
- エフェクトソフト … Shake 4.1
- エフェクトプラグイン … Sapphire
- その他、Adobe、Macromediaの各種デザインソフト搭載

新宿スタジオ MAルーム
- コンソール … SSL-4032
- DAW … Protools MIX + Ver.5.11
- MTR … DA-98
- アナブース … 2~3名可能
- マイク … ノイマン U-87A
- シンクロナイザー　… TIME LINE（MICRO LYNX）